# Martin Korol

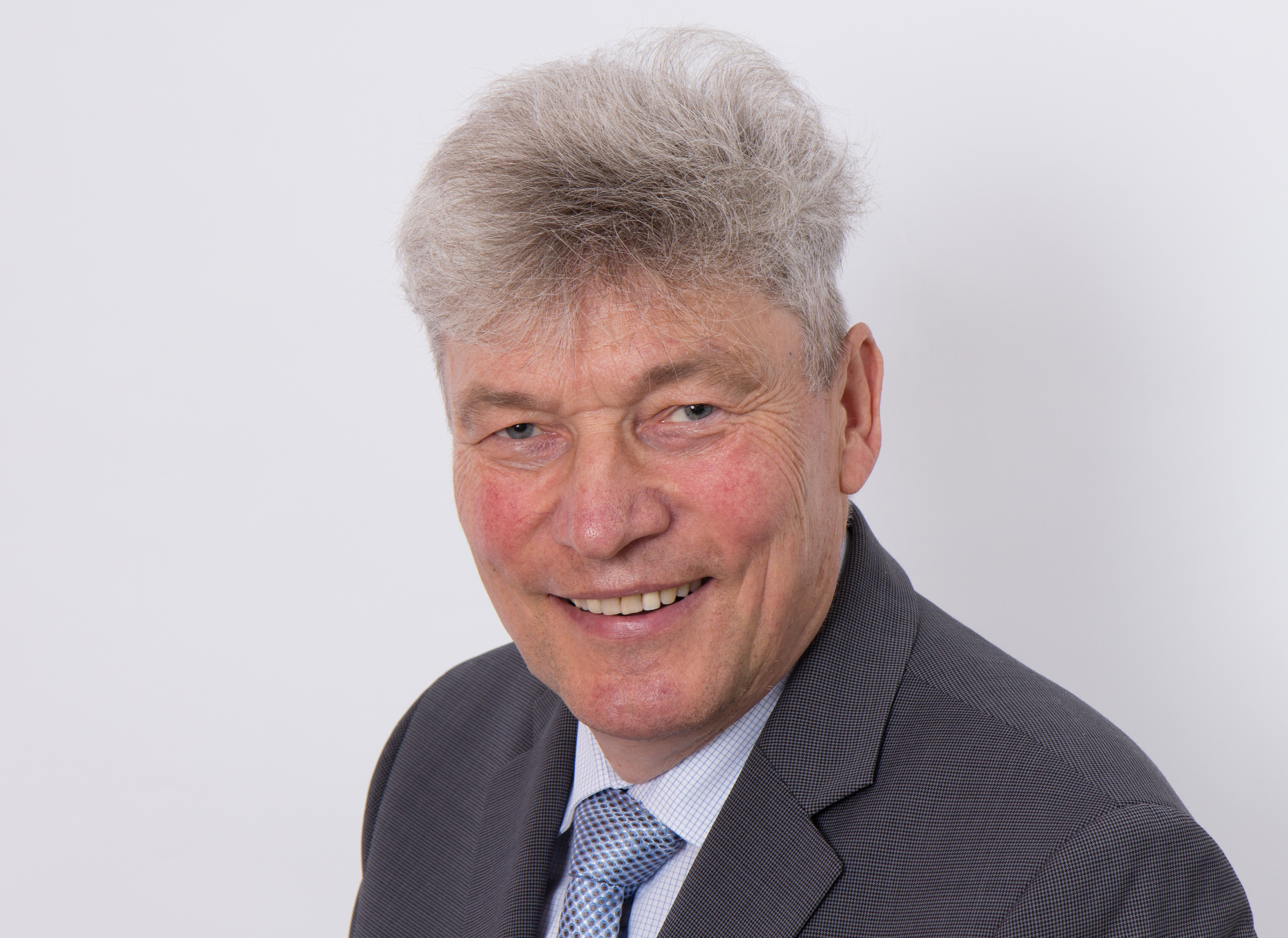
Martin Korol (2014)

Martin Korol (* 4. Dezember 1944 in Guben) ist ein deutscher Politiker und war Abgeordneter der Bremischen Bürgerschaft. Bis 2013 gehörte er der SPD an, danach war er partei- und fraktionslos. Am 22. Oktober 2013 wurde sein Wechsel zur Wählervereinigung Bürger in Wut bekannt.

## Biografie

### Ausbildung und Beruf
Nach dem Abitur (1966) am Alten Gymnasium in Bremen war Korol zwei Jahre Zeitsoldat. Danach studierte er die Fächer Germanistik, Geschichte und Kunstgeschichte in Erlangen und in Hannover. Er wurde an der Universität Bremen im Jahr 1997 mit einer Arbeit zum Thema Deutsches Präexil in der Schweiz 1916–1918 promoviert. Bis zu seiner Pensionierung war er 39 Jahre Lehrer in den Fächern Deutsch und Geschichte in Niedersachsen, Bremen, Tartu und Sofia.

### Politik
Korol wurde im Jahr 1968 Mitglied der SPD und der Gewerkschaft Erziehung und Wissenschaft. Er war von 2006 bis 2010 Vorsitzender des SPD-Ortsvereins Bremen-Weidedamm. Er war aktiv im Arbeitskreis Christen in der SPD und war bis 2013 Mitglied der Arbeitsgemeinschaft SPD 60+.
Vom 12. Februar 2013 bis 2015 war er als Nachrücker für die verstorbene Renate Möbius in der Bremischen Bürgerschaft vertreten.

Dort war er vertreten im
städtischen Rechnungsprüfungsausschuss und in der 
staatlichen Deputation für Kultur.
Ende Februar 2013 wurden Äußerungen Korols über Roma bekannt, die er auf seiner Homepage veröffentlicht hatte. In einem Text über den Zuzug von Roma aus Südosteuropa behauptete er, Roma lebten „sozial und intellektuell noch im Mittelalter“. Ihre Männer hätten keine Hemmungen, „die Kinder zum Anschaffen statt zur Schule zu schicken, ihren Frauen die Zähne auszuschlagen und sich selber Stahlzähne zu gönnen“. Der Zentralrat der Sinti und Roma bewertete diese Äußerungen als „niederträchtig und massiv diskriminierend“.  Später wurde bekannt, dass der verheiratete Katholik und dreifache Vater auf seiner Homepage auch den „Massenmord der Abtreibungen“, den „Krippenwahn“ und den „Wahn der sog. ‚Selbstverwirklichung der Frau’“ kritisiert hatte. Der SPD-Landesvorstand leitete am 8. März 2013 einstimmig ein Parteiordnungsverfahren mit dem Ziel des Ausschlusses ein. Nach Ansicht des Vorstands verstoßen Korols Äußerungen über Roma und Frauen „auf Grund ihres diskriminierenden Charakters in erheblicher Weise gegen die Grundsätze der SPD“. Für seinen Text über die Roma entschuldigte sich Korol, die Aussagen über Frauen relativierte er teilweise. Keiner der Aufsätze steht mehr auf seiner Homepage. Am 8. April 2013 wurde er aus der SPD-Bürgerschaftsfraktion ausgeschlossen, am 9. September 2013 aus der SPD. Im Oktober trat er der Wählervereinigung Bürger in Wut bei. Zusammen mit dem vormaligen BiW-Einzelabgeordneten Jan Timke bildete er für die restliche Legislaturperiode eine parlamentarische Gruppe.
Korol war von 2007 bis 2013 Vorsitzender der Katholischen Arbeitnehmer-Bewegung (KAB) Bremen. Er ist seit 2007 Mitglied der Bremer Seniorenvertretung.